# Muriel Roth
Muriel Roth (n. 1982, Münsterlingen (Elveția)) este o actriță elvețiană.

## Studii
- 2002-2006 Școala Superioară de Dramaturgie Muzică și Artă din Stuttgart
- 2006 "Camera Acting Workshop" din Ludwigsburg.

## Filmografie
- Bacardi-Limon (film de publicitate, 2000, R: Oliver Castro)
- Der Brand (2004, R: Philipp Fleischmann)
- Komponent (2004, R: Daniel Manns)
- Und Schnitt! (2005, R: Tilmann Braun)
- Traumfrau (2006, R: Andreas Dahn)
- Maries Goddbye (2006, R: Daniel Kral Krause)
- Tatort (2008)

## Teatru
- 2004 Hermes in Ilias, R: Elias Perrig, Staatstheater Stuttgart
- 2004 Chor in Die Troerinnen, R: Elias Perrig, Staatstheater Stuttgart
- 2005 Amme/Giraffe in Weihnachten bei Ivanovs, R: Titus Georgi, Wilhelma Stuttgart
- 2005 Gudrun Ensslin in Gudrun Ensslin, R: Johann Kresnik, Alter Landtag Stuttgart
- 2005 Joy (Michelle) in Electronic City, R: Jan Jochymski, Staatstheater Stuttgart
- 2006 Fernweh (Dromomania), R: Andrej Kritenko, Düsseldorfer Schauspielhaus